# Власова, Татьяна Германовна
Татьяна Германовна Власова (урожд. Наумова) (род. 21 мая 1977 года) — российская спортсменка. Заслуженный мастер спорта России (спортивное ориентирование на лыжах), десятикратный чемпион мира.

## Биография

### Ориентирование
Является наиболее титулованной из российских ориентировщиц на лыжах.
Десятикратная чемпионка мира.
Двукратная победительница Кубка мира.
Тринадцатикратная победительница этапов Кубка мира.
Десятикратная чемпионка Европы.
33-кратная чемпионка России.
Трёхкратная победительница Кубка наций.
Двукратный абсолютный лидер Кубка России.
Бронзовый призёр в показательных выступлениях на зимней Олимпиаде в Нагано (Япония).

### Биатлон
В сезоне 2009/10 выступала в биатлоне в чемпионате и Кубке России за команду Свердловской области, а в сезоне 2010/11 — за команду Мордовии (г. Саранск). Стала бронзовым призёром чемпионата России 2011 года в командной гонке. На этапе Кубка России в ноябре 2010 года завоевала бронзу в гонке преследования. Выполнила норматив мастера спорта России по биатлону.